# 아마미야 카린

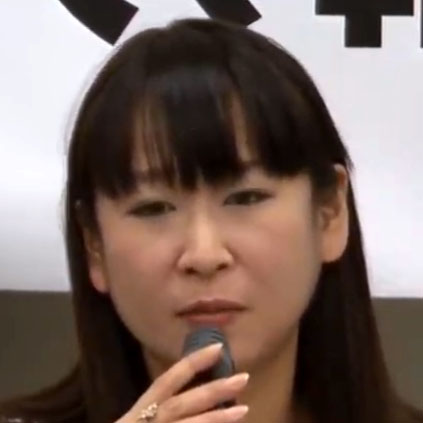

아마미야 카린(일본어: 雨宮 処凛, 1975년 1월 27일~)은 일본의 작가이자 사회운동가이다. 주간 금요일 편집위원과 반빈곤 네트워크 부대표 등으로 활동하고 있으며, 현재는 프레카리아트 문제에 전념하고 있다. ‘아마미야 카린’은 필명이며, 이것은 록 기타리스트인 고토가와 린에서 따온 것이다.

## 생애

### 성장기
아마미야 카린은 홋카이도 다키카와시에서 출생하였으며, 두 살 때부터 아토피 피부염을 앓아 왔다. 이로 인해 사춘기 때에는 왕따를 당하고, 등교 거부·가출을 하기도 하였으며, 이 과정에서 비주얼계 밴드 팬 활동을 하였다. 대학 입학에서 미대를 지망했으나 떨어져 재수하였다. 그 사이 아르바이트를 하고 있었으나, 몇 번 해고되면서 약물 과다 복용으로 자살을 시도하기까지 하였다.
이후 구체 관절 인형 작가인 아마노 카단의 작품에 심취해. 아마노의 동료인 오시다 료의 제자로 들어갔지만, 점토를 반죽해서 인형을 만들 때 아토피성 위염이 발생해 이 또한 좌절되었다. 그래서 리스트 컷(손목을 통한 자해 시도)을 반복하는 나날이 계속되었다고 한다.

### 우익 입문
20세 때 자신의 삶을 성찰하다 "현재의 일본은 이상하다"는 생각이 든 아마미야 미야는 우익 활동에 몸을 던진다. 우연히 읽은 '고마니즘 선언'의 작가 스즈키 쿠니오를 이벤트에서 만난 것을 계기로, 스즈키의 저서를 읽고 출소한 지 얼마 안 된 일수회에 소속된 미사와 치렌을 만나서 2년 동안 우익단체에 가입하여, 미사와 치렌의 문하생으로 활동한다. 우익 활동가 시절('초국가주의 "민족의 의사"동멩)에는 극우적 펑크 록 밴드인 '유신적 성숙', '대 일본 테러' 등을 결성해 보컬로 활동하였다. 이 과정에서 그녀의 로리타 패션으로 대표되는 외모와 기존의 우익에 대한 이미지, 그리고 활동 내용의 간격으로 인해 '미니스커트 우익(일본어: ミニスカ右翼 미니스카 우요쿠[*])'이라는 칭호를 받기도 했었다.

### 좌익으로의 전향
이후 사상적 전향을 통해 좌파 활동가가 되었다. 사상 전환의 계기는 쓰치야 유타카 감독의 다큐멘터리 '새로운 신'에 참여하게 되면서 찾아왔다. 이후 자신의 경험을 쓴 '생지옥 천국'으로 주목 받으며 사회 활동가로서의 이력을 시작한다. 새로운 시위 형식인 '사운드 데모'를 통해 세간에 알려졌고 작가로도 꾸준히 활동했다. 2008년 대한민국의 촛불 시위 당시 내한하였으며, 《성난 서울》 이란 서적을 통해 대한민국에 알려졌다.

## 저서
주요 저서로 《생지옥 천국》, 《자살의 코스트》, 《살게하라! 난민화하는 젊은이들》, 《살아내기의 어려움에 대하여》, 《살기위하여 반격하라》 등이 있다.